# Maison de Brouchoven de Bergeyck
 (août 2023).
La mise en forme du texte ne suit pas les recommandations de Wikipédia : il faut le « wikifier ».
Les points d'amélioration suivants sont les cas les plus fréquents :
- Les titres sont pré-formatés par le logiciel. Ils ne sont ni en capitales, ni en gras.
- Le texte ne doit pas être écrit en capitales (les noms de famille non plus), ni en gras, ni en italique, ni en « petit »…
- Le gras n'est utilisé que pour surligner le titre de l'article dans l'introduction, une seule fois.
- L'italique est rarement utilisé : mots en langue étrangère, titres d'œuvres, noms de bateaux, etc.
- Les citations ne sont pas en italique mais en corps de texte normal. Elles sont entourées par des guillemets français : « et ».
- Les listes à puces sont à éviter, des paragraphes rédigés étant largement préférés. Les tableaux sont à réserver à la présentation de données structurées (résultats, etc.).
- Les appels de note de bas de page (petits chiffres en exposant, introduits par l'outil «  Source ») sont à placer entre la fin de phrase et le point final[comme ça].
- Les liens internes (vers d'autres articles de Wikipédia) sont à choisir avec parcimonie. Créez des liens vers des articles approfondissant le sujet. Les termes génériques sans rapport avec le sujet sont à éviter, ainsi que les répétitions de liens vers un même terme.
- Les liens externes sont à placer uniquement dans une section « Liens externes », à la fin de l'article. Ces liens sont à choisir avec parcimonie suivant les règles définies. Si un lien sert de source à l'article, son insertion dans le texte est à faire par les notes de bas de page.
- La présentation des références doit suivre les conventions bibliographiques. Il est recommandé d'utiliser les modèles {{Ouvrage}}, {{Chapitre}}, {{Article}}, {{Lien web}} et/ou {{Bibliographie}}. Le mode d'édition visuel peut mettre en forme automatiquement les références.
- Insérer une infobox (cadre d'informations à droite) n'est pas obligatoire pour parachever la mise en page.

Pour une aide détaillée, merci de consulter Aide:Wikification.
Si vous pensez que ces points ont été résolus, vous pouvez retirer ce bandeau et améliorer la mise en forme d'un autre article.
 (avril 2024).
La maison de Brouchoven de Bergeyck est une famille comtale subsistante de la noblesse belge.
Elle tire son origine des seigneurs du Comté de Rode (nl) et plus précisément de Edmond de Roover, seigneur de Rode qui vécut entre 1179 et 1217 dans la région de Bois-le-Duc, dans l'actuelle province néerlandaise du Brabant septentrional,.
La méthode de Jean-François Houtart, qui prend en compte la plus ancienne trace écrite prouvée, fait remonter la filiation à Gielis van Broeckhoven, époux de Henrica van Aerle avant le 12 juin 1498,.
La famille de Brouchoven de Bergeyck donna à l’administration des Pays-Bas espagnols puis autrichiens et du Royaume de Belgique des hommes d’État, des sénateurs, juristes et hauts fonctionnaires.
Parmi les membres de la maison Bergeyck, nous pouvons citer Jean de Brouchoven, comte de Bergeyck, Conseiller et commis des domaines et finances, trésorier général, Ambassadeur extraordinaire et plénipotentiaire en 1712 pour le traité d'Utrecht, Vice-gouverneur des Pays-Bas espagnols de 1692 à 1706, Ministre de la Guerre.
Son frère, Hyacinthe-Marie, est président du Grand conseil des Pays-Bas à Malines en 1699.
Ils sont tous deux fils de Jean-Baptiste de Brouchoven de Bergeyck, nommé conseiller et commis des domaines et finances du roi dans les Pays-Bas en 1655, marié à la veuve de Pierre-Paul Rubens, Hélène Fourment.

## Historique du nom
Edmond de Roover portait déjà comme armes « de gueules, à trois fers de moulin d’argent » (rouge à trois fers de moulins d’argent). Ce sont les armoiries que portent aujourd’hui encore les Bergeyck, à la différence près que les couleurs ont évolué vers « d’azur, à trois fers de moulins d’or» (bleu à trois fers de moulin d’or).
Ses descendants ont donné plusieurs lignées: les vicomtes de Montfort, les seigneurs de Straeten et de Vlierden, ainsi que la branche de Stakenborch.
C’est Godefroid de Stakenborch, né au milieu du XIVe siècle, qui en épousant Amelberge de Bruhese, dame de Brouchoven, donna le nom à la postérité.
De cette branche descend Gérard de Brouchoven, seigneur de Bergeyck, de Westerhoven et de Rythoven, échevin de Bois-le-Duc en 1618 qui fut anobli avec tous ses frères et sœurs par lettre patente en 1607 par l’empereur Rodolphe II.
Par lettres patentes datées du 1er juin 1665, Jean-Baptiste fut nommé Baron, puis, par le Roi Charles II, Comte de Bergeyck en 1676 “en considération de son ancienne noblesse du côté de père et mère et en récompense des services qu’il avait rendu à l’état en diverses commissions et négociations importantes”.

## XIXesiècle

### Charles de Brouchoven de Bergeyck
Lors du Congrès national, la première assemblée législative et constituante de la nouvelle Belgique, élue en 1830, Charles de Brouchoven de Bergeyck représente, avec 7 autres membres, l’arrondissement de Saint-Nicolas, dont il est commissaire.
Après s’être exprimé en faveur d’un prince d’Orange comme premier souverain belge pour des raisons de stabilité économique et de paix, ce qui lui a valu des accusations de pro-orangiste, il se rangea aux côtés de la majorité :
« Messieurs, après avoir dit franchement, et sans le moindre détour, ma pensée tout entière sur la grave question qui est maintenant à l'ordre du jour, et de la solution de laquelle va dépendre le sort futur de la patrie, il me reste à vous prier d'être néanmoins bien convaincus, que quel que puisse être le résultat de cette mémorable séance, que quel que puisse être enfin le prince que vous choisissiez pour chef de la Belgique, je n'en serai jamais et pas plus que de l'ancien gouvernement, ni le flatteur ni l'ennemi, mais qu'en bon citoyen belge, ami de l'ordre et de la vraie liberté, je tâcherai d'en être toujours un des plus fidèles sujets. »

### Florimond de Brouchoven de Bergeyck
Le neveu de Charles, Florimond de Brouchoven de Bergeyck, fut sénateur belge entre 1884 et 1890.
Outre son engagement politique, Florimond fut actif dans de nombreux domaines. Il était  l’un des moteurs de l’achat par le conseil municipal d’Anvers de la maison Rubens, où son ancêtre Jean de Brouchoven de Bergeyck était né. Il a fait établir des plans de restauration et a soutenu l'achat, qui n'a cependant abouti qu'en 1935. La maison de Rubens est aujourd'hui un musée accessible au grand public.
Vers 1900, il devient président du comité pour la construction de la basilique nationale de Koekelberg et fait don du terrain sur lequel la basilique a été construite.
C'est de Florimond que descendent aujourd’hui toutes les branches de la famille Brouchoven de Bergeyck.

## Cortewalle
Le château de Cortewalle fut la résidence de Florimond de Brouchoven de Bergeyck ainsi que celle de ses aïeuls. Il fut vendu à la commune de Beveren en 1965 et abrite aujourd’hui les archives de la famille.

## Littérature
- État présent de la noblesse belge, Oscar Coomans de Brachène, Annuaire 1992, Bruxelles, 1992.
- Bergeyck: le Colbert belge, Yves Schmitz, Pierre Nothomb, 1961, Les archers, Gand.